# 辜梓豪
辜梓豪（こ しごう、辜梓豪、グ ジハオ、1998年3月13日 - ）は、中国の囲碁棋士。湖北省仙桃市出身、中国囲棋協会に所属、九段。全国囲棋個人戦、三星火災杯世界囲碁マスターズ優勝など。

## 経歴
6歳で囲碁を学び、9歳から11歳まで武漢の阮雲生囲棋学校で学び、その後北京で学んだ。2010年初段。2011年中国囲棋甲級リーグに安徽寧国市チームで出場、全国個人戦乙組7位。2012年二段、リコー杯新秀戦ベスト8。2013年三段。2014年四段、リコー杯新秀戦ベスト4。2015年天元戦ベスト4進出、全国智力運動会男子団体戦にて湖北省チームで優勝、全国囲棋個人戦優勝、利民杯戦優勝。
2016年倡棋杯、CCTV杯ベスト8、六段。2017年竜星戦ベスト4、春蘭杯4位。2017年三星火災杯決勝で唐韋星に2-1で勝ち世界戦初優勝、これにより九段昇段。2018年、威孚房開杯、阿含・桐山杯優勝。2020年CCTV杯優勝。2021年には阿含・桐山杯、天元戦、竜星戦の3冠となる。
2023年衢州爛柯杯世界囲碁オープン戦決勝で申眞諝に2-1で勝って優勝。
中国棋士ランキングでは2013年86位、2016年20位、2018年4位、2021年2位、2023年8月に1位となる。

### タイトル歴
国際棋戦
- 利民杯世界囲碁星鋭最強戦 2015年
- 三星火災杯世界囲碁マスターズ 2017年
- 阿含・桐山杯日中決戦 2018年（◯一力遼）、2021年（◯許家元）
- 衢州爛柯杯世界囲碁オープン戦 2023年

国内棋戦
- 全国囲棋個人戦 2015年
- 威孚房開杯棋王戦 2018年
- 阿含・桐山杯中国囲棋快棋公開戦 2018年、2021年
- 浙江平湖・当湖十局杯CCTV電視快棋戦 2020年
- 中国囲棋天元戦 2021年
- 竜星戦 2021年
- 全国智力運動会 男子快棋戦 2023年

### 他の棋歴
国際棋戦
- 春蘭杯世界囲碁選手権戦 2017年4位、2018年ベスト8
- 三星火災杯世界囲碁マスターズ 2019年ベスト4
- 天府杯世界囲碁プロ選手権戦 2018年ベスト8
- 応昌期杯世界プロ囲碁選手権戦 2020年ベスト8
- IMSA世界マスターズ選手権戦 2019年 男子団体戦優勝
- 農心辛ラーメン杯世界囲碁最強戦
  - 2021年 3-1（◯許家元、◯姜東潤、◯村川大介、×申旻埈）
  - 2022年 2-1（◯朴廷桓、◯卞相壹、×申眞諝）

国内棋戦
- 湾区杯中国囲棋大棋士戦 準優勝 2021年
- 中国紹興（嵊州）王中王囲棋争覇戦 2022年3位
- 阿含・桐山杯中国囲棋快棋公開戦 2023年準優勝
- 全国智力運動会 2015年男子団体戦優勝（湖北チーム）、2023年男子団体戦優勝（深圳チーム）
- 中国囲棋甲級リーグ戦
  - 2011年（安徽寧国市）0-3
  - 2012年（安徽寧国市）2-5
  - 2013年乙級（洪湖三民）3-4
  - 2014年乙級（安徽寧国市）
  - 2015年（武漢三民）14-4
  - 2016年（武漢三民）11-11
  - 2017年（江西新晶鈦業）15-11
  - 2018年（江西四特酒）16-10
  - 2019年（江西四特酒）11-4
  - 2020年（江西金達莱環保）7-8（優勝）
  - 2021年（江西金達莱環保）10-5
  - 2022年（江西金達莱環保）8-7
  - 2023年（深圳聶道囲棋）